# Vajèn van den Bosch

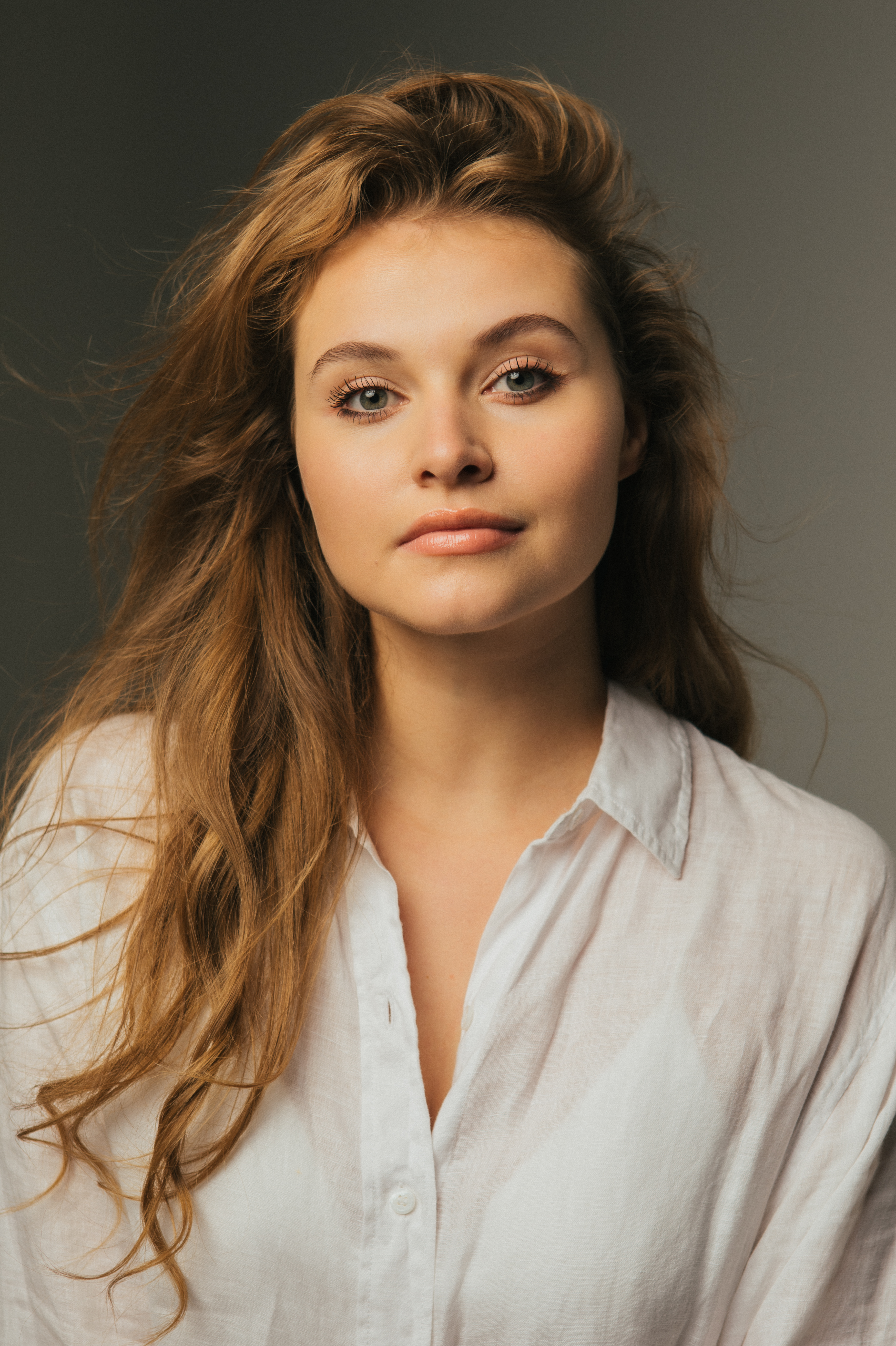
Vajèn van den Bosch

Vajèn van den Bosch (* 13. März 1998 in Oijen) ist eine niederländische Musicaldarstellerin, Synchronsprecherin und Sängerin.

## Leben und Karriere
Vajèn van den Bosch wurde im März 1998 in Oijen in der Provinz Noord-Brabant geboren.
Van den Bosch begann ihre Gesangskarriere im Alter von zehn Jahren mit einem Vorsprechen für The Sound of Music. Sie wurde aus 2.000 Kindern ausgewählt und verkörperte die Rolle der Martha von Trapp im Efteling Theater. Anschließend war sie als Jane Banks im Mary-Poppins-Musical zu sehen. 2012 kam van den Bosch bei der ersten Staffel von The Voice Kids Nederland ins Finale und belegte den zweiten Platz. Danach bekam sie mehrere Rollen in verschiedenen Musicals. Sie debütierte am 1. September 2014 in der Jugendserie SpangaS als Juliette. Sie verließ die Serie 2015. Auch in dem 2016 erschienenen Spielfilm Hart Beat hatte sie eine Rolle inne.
Van den Bosch ist auch als Synchronsprecherin aktiv. So lieh sie Vaiana/Moana ihre niederländische Sprech- und Gesangsstimme. Auch in Encanto war sie 2021 zu hören. Von April bis August 2019 hatte van den Bosch die Rolle der Indigo in der Europapremiere von Cirque Du Soleil Paramour in der Neue Flora Hamburg inne. In der Neuinszenierung von Wicked – Die Hexen von Oz (Musical) verkörperte sie von September 2021 bis August 2022 die Rolle der Elphaba. Anschließend war sie in den Niederlanden mit Les Misérables auf Tour. Darin spielte sie die Éponine.
Von November 2023 bis März 2024 spielte van den Bosch an der Seite von Terence van der Loo die Rolle der Jane Porter in der Neuinszenierung von Tarzan im Stage Palladium Theater in Stuttgart. Seit Juni 2024 verkörpert sie die Hauptrolle der Elsa in der niederländischen Version von Die Eiskönigin – Das Musical. Im Oktober 2024 wurde bekannt, dass sie die niederländische Stimme von Glinda (Ariana Grande) im Film Wicked ist. Im Februar wurde angekündigt, dass van den Bosch ab Sommer 2025 die Rolle der Maria Magdalena in „The Passion“ spielt.

## Engagements
- 2008–2009: The Sound of Music als Martha von Trapp, Efteling Theater
- 2009: Joseph and the Amazing Technicolor Dreamcoat als Esther, Beatrix Theater Utrecht
- 2010–2011: Mary Poppins als Jane Banks, Circustheater Scheveningen
- 2014–2015: The Sound of Music als Liesl Von Trapp, Tour Niederlande
- 2015–2016: Grease als Sandy, Tour Niederlande
- 2017–2018: On Your Feet! als Gloria Estefan, Beatrix Theater Utrecht
- 2019: Cirque Du Soleil Paramour als Indigo, Neue Flora Hamburg
- 2019–2020: Kinky Boots als Lauren, Tour Niederlande
- 2021–2022: Wicked – Das Musical als Elphaba, Neue Flora Hamburg
- 2022–2023: Les Misérables (Musical) als Éponine, Tour Niederlande
- 2023–2024: Tarzan als Jane Porter, Stage Palladium Theater Stuttgart
- seit 2024: Die Eiskönigin – Das Musical als Elsa, Circustheater Den Haag